# Code civil de Macao
Pour les autres articles nationaux ou selon les autres juridictions, voir code civil.
Lire en ligne

(pt) Texte officiel

Code civil portugais de 1966
Le Code civil de Macao en vigueur a été approuvé en 1999, clôturant un processus de «localisation» des lois de Macao élaborées pendant les années précédant le transfert de souveraineté à la république populaire de Chine, le 20 décembre 1999.
Le Code civil de Macao est essentiellement une version modernisée et adaptée du Code civil portugais de 1966 (lui-même inspiré du Bürgerliches Gesetzbuch), qui lui reste fidèle, notamment dans le schéma, comme l'adoption de la dite branche germanique de classification du droit.
Dans tous les cas, sont détectables le long des lignes d'une série de changements dans des domaines tels que les sources du droit, le droit international privé, les droits de défauts de la personnalité dans la formation de la volonté, d'un contrat à ordre, le régime de sanction, clause de propriété, le mariage, et bien d'autres.